# Nils Röseler
Nils Röseler (Bad Bentheim, 10 febbraio 1992) è un calciatore tedesco, difensore dell'Homburg.

## Carriera

### Club
Esordisce in prima squadra nella stagione 2011-2012, nella quale gioca una partita nella fase a gironi di Europa League e 10 presenze in campionato; l'anno seguente, dopo aver giocato 2 partite nei preliminari di Europa League, passa in prestito al VVV-Venlo, con cui gioca una partita in Coppa d'Olanda e 28 partite in campionato, segnando anche una rete. In seguito dal 2016 al 2020 gioca nuovamente nel VVV-Venlo, mentre nella stagione 2020-2021 milita nella seconda divisione tedesca con il Sandhausen.

### Nazionale
Ha giocato 8 partite amichevoli con la nazionale tedesca Under-18.

## Palmarès

### Club

#### Competizioni nazionali
- Eerste Divisie: 1

VVV-Venlo: 2016-2017